# Route 364 (Terre-Neuve-et-Labrador)
Pour les articles homonymes, voir Route 364.
La route 364 est une route tertiaire de la province de Terre-Neuve-et-Labrador d'orientation ouest-est, située dans le sud de l'île de Terre-Neuve, sur la péninsule Connaigre. Elle est une route faiblement empruntée reliant la route 360 à Seal Cove. Desservant l'ouest de la péninsule, traversant notamment Hermitage et Dawson's Cove. Route alternative de la 360, elle est nommée Hermitage Road et Seal Cove Road, mesure 38 kilomètres, et est une route asphaltée sur toute sa longueur.

## Communautés traversées
- Dawson's Cove
- Seal Cove